# Goniomma kugleri
Goniomma kugleri är en myrart som beskrevs av Espadaler 1986. Goniomma kugleri ingår i släktet Goniomma och familjen myror. Inga underarter finns listade i Catalogue of Life.

## Bildgalleri

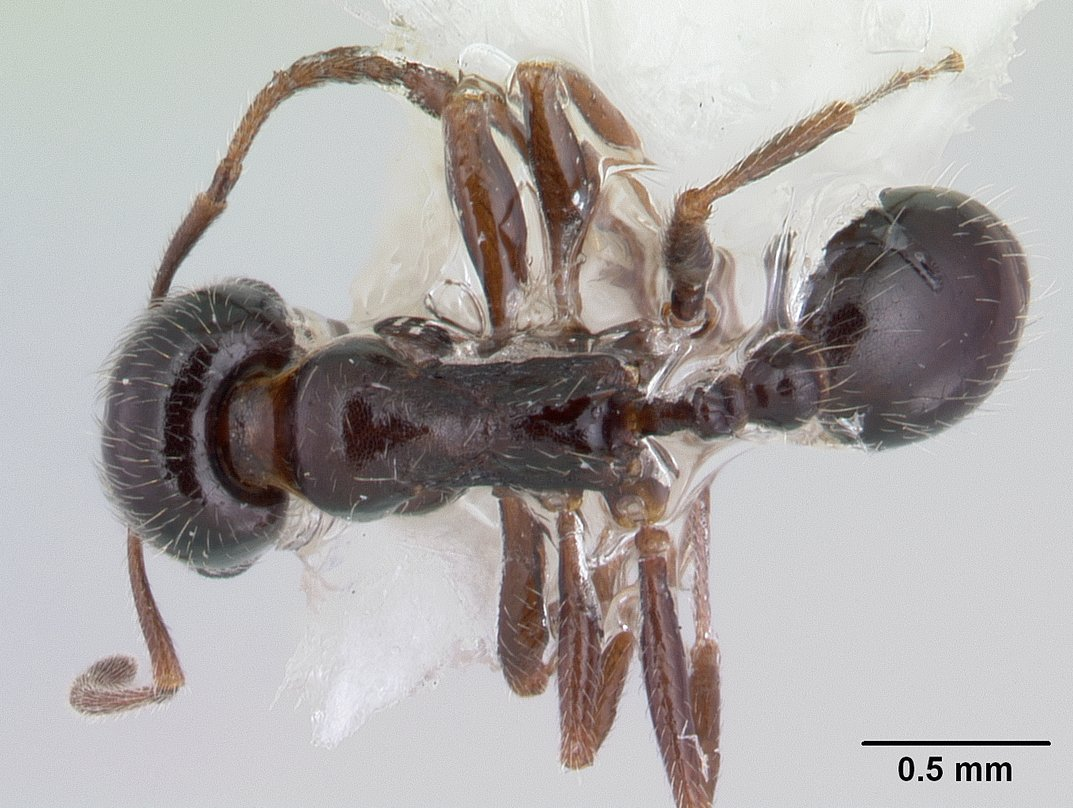
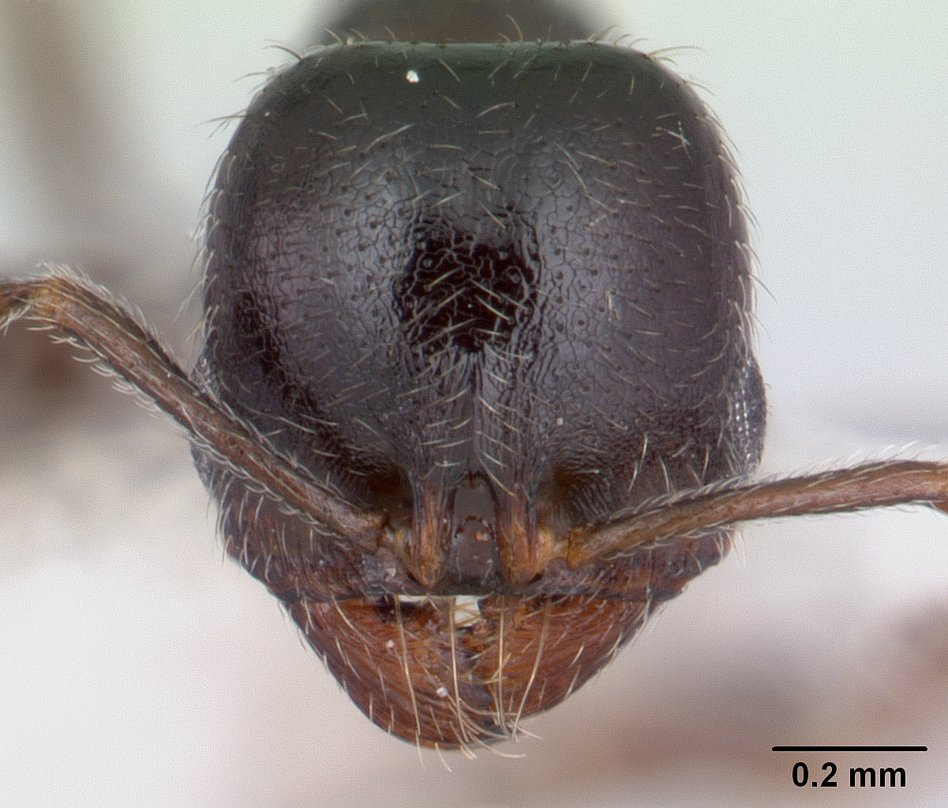
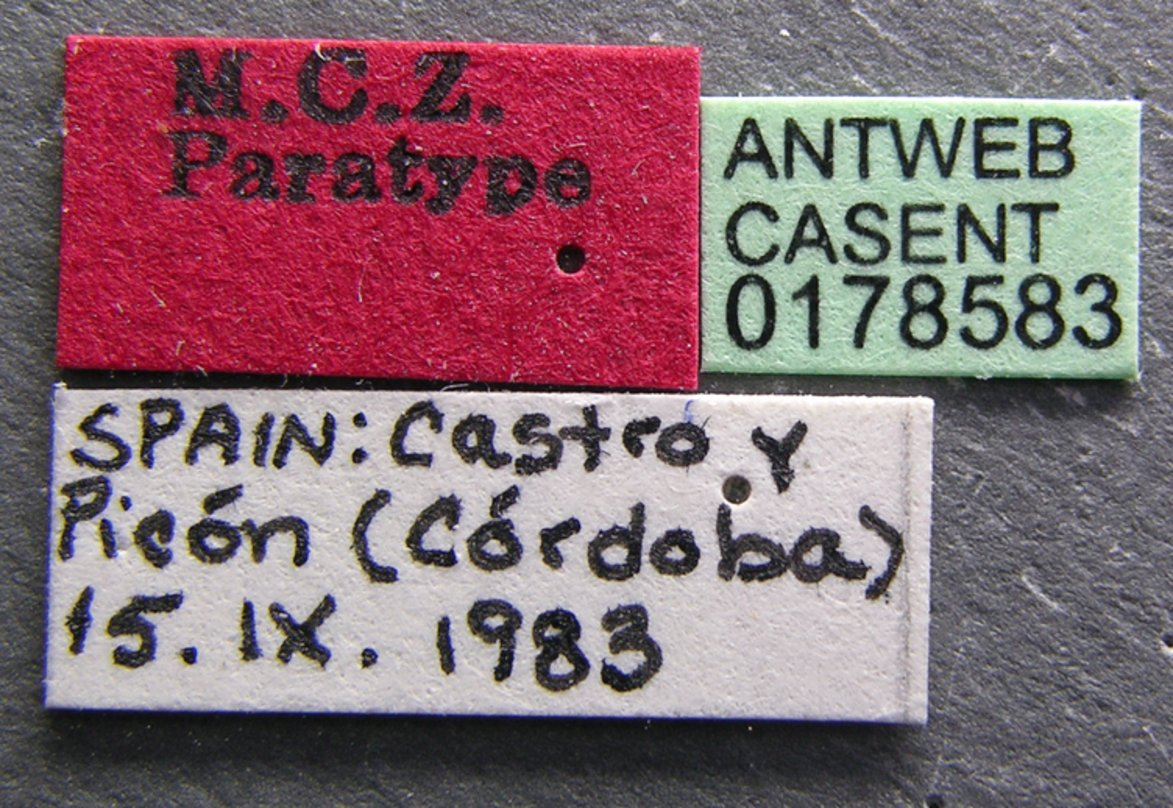
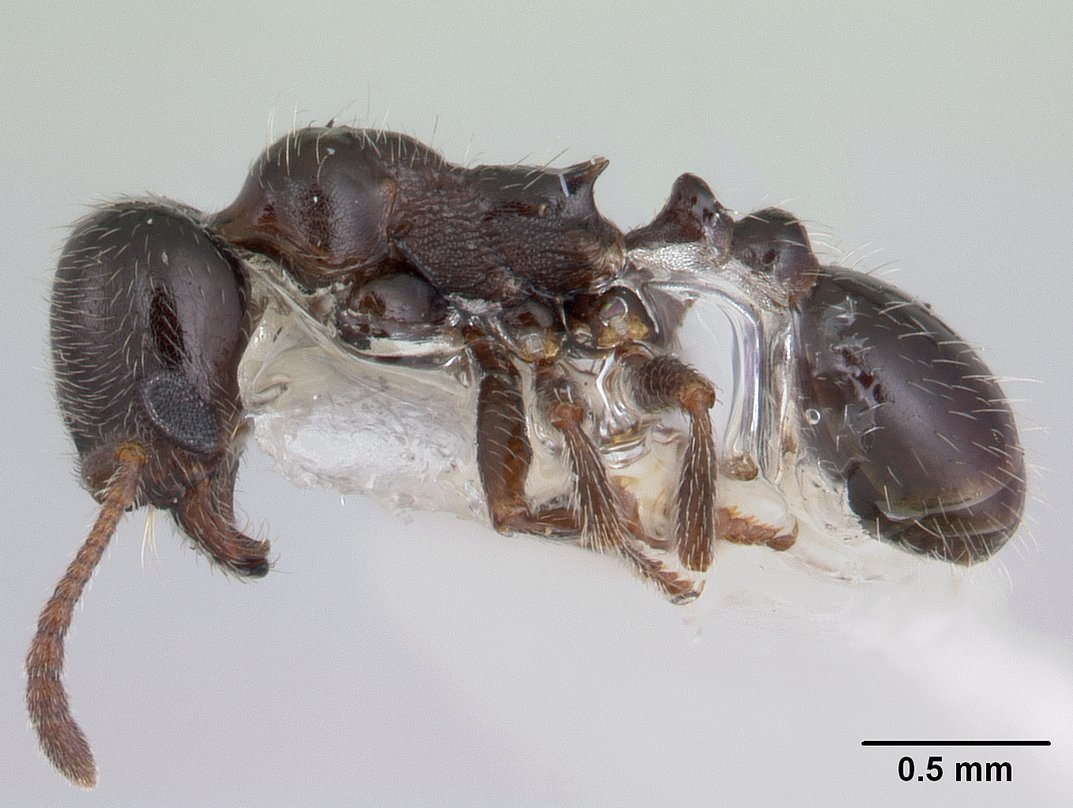
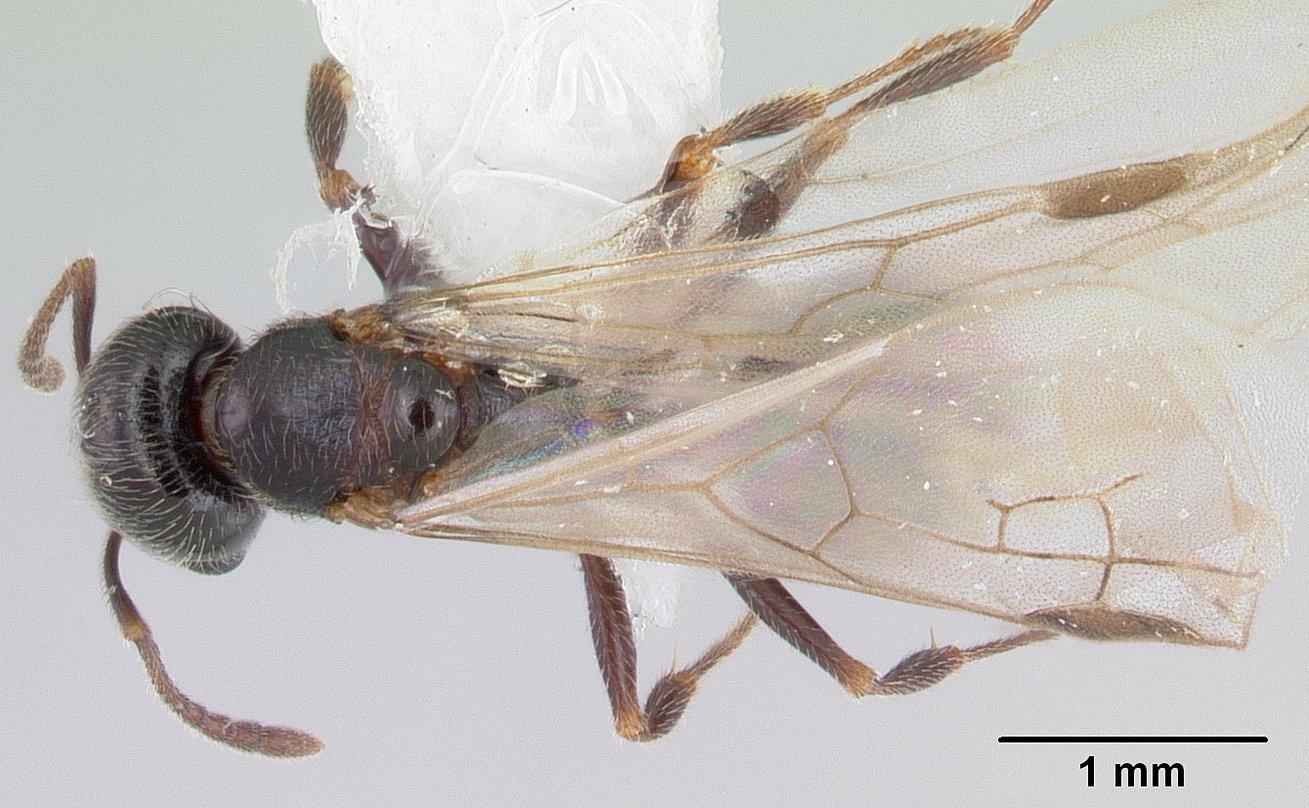
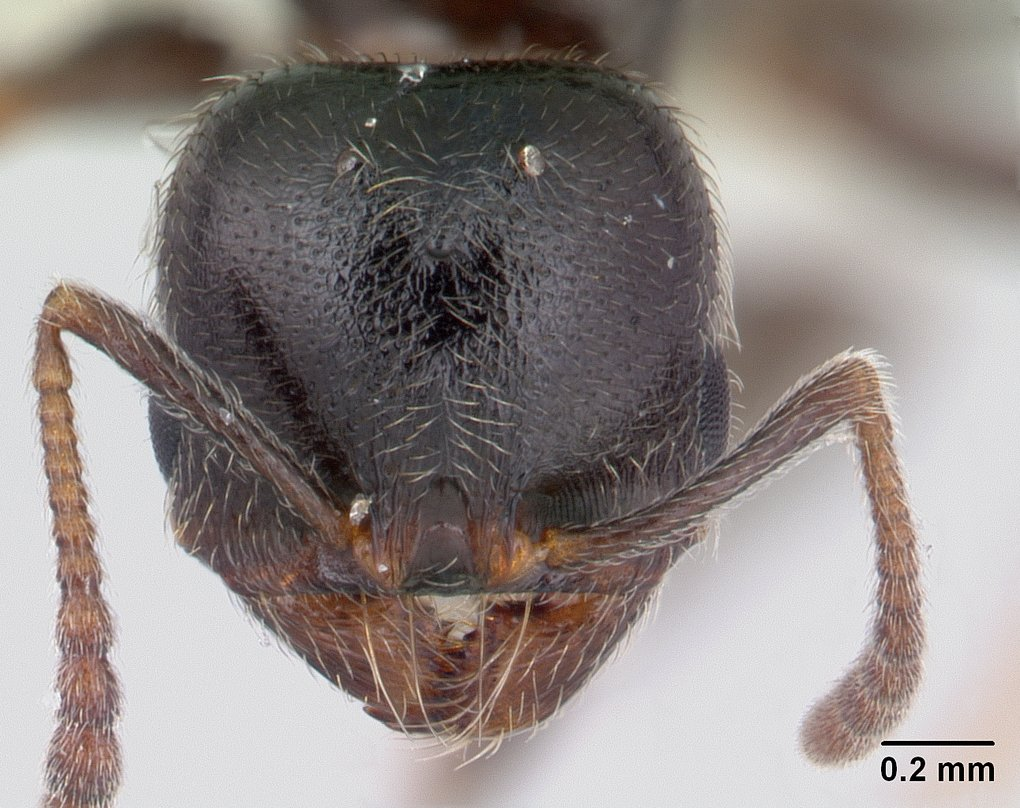